# Strange Strings
Strange Strings ist ein Jazzalbum von Sun Ra. Die 1965 entstandenen Aufnahmen erschienen 1967 auf El Saturn Records. 2007 wurden die Aufnahmen um ein Stück erweitert bei Atavistic Records in der Reihe „Unheard Music Series“ wiederveröffentlicht. 2014 erschien bei Enterplanetary Koncepts eine Edition mit drei weiteren Tracks.

## Hintergrund
Nach einer Reihe von Konzerten an Colleges im Hinterland von New York erwarb Sun Ra unterwegs ein Arsenal an Saiteninstrumenten in Antiquitäten- und Musikläden: Ukulele, Mandoline, Koto, Kora, chinesische Lauten und das, was er „Mondgitarren“ nannte. Im Studio wurden diese an seine Holz- und Blechbläser verteilt, in der Überzeugung, dass „Saiten Menschen auf besondere Weise berühren können“. Dass die Arkestra-Mitglieder nicht wussten, wie man diese Instrumente spielt, war nicht nebensächlich – es war für den Bandleader der entscheidende Punkt; Sun Ra nannte es „eine Studie in Unwissenheit“. Zu dieser unkonventionellen „Saitengruppe“ fügte er mehrere präparierte selbstgebaute Instrumente hinzu, darunter ein großes Stück gehärtetes Blech, auf das der Buchstabe „X“ gemeißelt war. Art Jenkins (alias „Thlan Altridge“) wurde zeitweise improvisierter Gesang zugewiesen. Dem Sun Ra-Biografen John Szwed wurde in Interviews berichtet, was als Nächstes geschah:
„Marshall Allen sagte, als sie mit der Aufnahme begannen, hätten die Musiker Sun Ra gefragt, was sie spielen sollten, und er antwortete nur, dass er auf sie zeigen würde, wenn er wollte, dass sie anfangen [zu spielen]. Das Ergebnis ist eine erstaunliche Leistung, ein musikalisches Ereignis, das unabhängig von allen anderen Musiktraditionen und -geschichten scheint: Die Musik wurde mit hoher Lautstärke aufgenommen, aufgeladen mit punktuell eingesetztem Echo, so dass alle Instrumente ineinander fließen und die Saiteninstrumente klingen, als ob sie auch aus Blech wären. Das Stück ist ganz texturiert, doch ohne Sinn für Tonalität, außer wo Art Jenkins mit einer Tunnel-artigen Stimme durch ein Metall-Megaphon singt. Aber zu sagen, dass die Instrumente verstimmt zu sein scheinen, verfehlt den Punkt, da es kein ‚stimmen‘ [gab], und auf jeden Fall wusste das Arkestra nicht, wie man die meisten Instrumente stimmt.“

## Editorische Hinweise
Die ursprüngliche LP-Version von Strange Strings (1967) war monophon, enthielt drei Tracks und litt beim Mastering unter Verzerrungen (vielleicht aufgrund der hohen Dezibelwerte im Studio und des übermäßigen Halls), schrieb Irwin Chusid. Allerdings wurde zumindest ein Teil der Session auch stereophon aufgenommen; mindestens acht Tracks sind auf Band (ohne die Proben mitzuzählen), von denen sechs in der remasterten Ausgabe des Albums von 2014 enthalten sind. Auf dem ursprünglichen Saturn-LP-Cover erschien keine Auflistung der Stücke, aber die drei 1967 veröffentlichten wurden später als „Worlds Approaching“, als der Titeltrack der LP, und als eine Umkehrung des Titels „Strings Strange“ identifiziert. Auf der Box des Master-Tonbands ist der dritte Titel jedoch als „Strange Strange“ angegeben, der Titel, den die Produzenten Michael D. Anderson und Irwin Chusid in der Edition von 2014 verwendet haben.
Der Titel „Door Squeak“, der 2007 (anders als 2014) dem Album zugeordnet wurde, wurde 1966 aufgenommen. Wie der Titel andeutet, spielt Sun Ra eine Tür mit einem quietschenden Scharnier, begleitet von Mitgliedern des Arkestra, die Streichinstrumente spielen.
Der ursprünglich in Mono veröffentlichte LP-Track „Worlds Approaching“ erscheint auf der Edition von 2014 erstmals in klarem Stereo. Obwohl es zu dem Band des bisher unveröffentlichten „Thunder of the Gods“ (gefunden auf einem anderen Band, in Mono) kein Datum der Aufnahme gibt, weise der Stil der Musik darauf hin, dass dieses Werk ungefähr (und möglicherweise sogar zur) selben Zeit aufgenommen wurde, da die Herangehensweise identisch mit dem Strange-Strings-Konzept sei. „Thunder of the Gods“ wurde später das Titelstück des  gleichnamigen Albums,  erschienen am 7. April 2017 auf dem Label Modern Harmonic.
Die bisher unveröffentlichten Titel „Cosmos Miraculous“ (mit Sun Ra an der Clavioline) und „Moonshots Across the Sky“ wurden auf anderen Bändern (in Mono) entdeckt und spiegeln auch die explorative Strange Strings-Instrumentierung wider, so Irwin Chusid. Da Stereobänder der Tracks „Strange Strings“ und „Strange Strange“ nicht gefunden wurden, wurden die schlecht gemasterten LP-Versionen überarbeitet, um einige der klanglichen Mängel der Originalpressung zu beheben.

## Titelliste

### Strange Strings (1967/2007)
- Sun Ra: Strange Strings (Saturn KH-5472, Saturn 502; Atavistic ALP263CD)[5]

1. Worlds Approaching 10:17
2. Strings Strange 12:47
3. Strange Strange 20:23
4. Door Squeak 10:29 (Bonustrack)

### Strange Strings (2014)
- Enterplanetary Koncepts

1. World’s Approaching (Stereo) 10:08
2. Thunder of the Gods (Previously Unreleased) 13:23
3. Cosmos Miraculous (Previously Unreleased) 11:09
4. Moonshots Across the Sky (Previously Unreleased) 05:41
5. Strange Strings (Mono) 12:25
6. Strange Strange (Mono) 20:02

Die Kompositionen stammen von Sun Ra.

### Strange Strings (Expanded) (2024)
Weitere drei Stücke wurden der Edition Strange Strings (Expanded) hinzugefügt. Track 8 wurde im Sun Studio wohl 1968 während eines Interviews mit einem unbekannten Journalisten aufgenommen.
1. World’s Approaching (stereo) 10:08
2. Strings Strange (mono) 12:25
3. Strange Strange (mono) 8:33
4. Crystal Spheres (Between Worlds)
5. Cosmos Miraculous 11:10
6. Untitled St. Peter’s
7. Moon Orbit
8. Sun Ra Explains the Bandura 6:10

## Rezeption
Sean Westergaard verlieh dem Album in Allmusic vier Sterne und schrieb, Strange Strings sei ein irgendwie legendäres Album aus der Mitte der 1960er-Jahre. Es sei schwer zu sagen, ob einige dieser Instrumente in irgendeiner Weise präpariert wurden oder ob sie einfach von ungeschulten Händen gespielt werden. Was auch immer man von der enthaltenen Musik halte, es lasse sich nicht leugnen, dass die beteiligten Musiker Mitte der 60er Jahre einige der bemerkenswertesten Klänge hervorgebracht hat.
Troy Collins urteilte in All About Jazz, bei Strange Strings handele sich um einen Vorgänger der Komprovisationen von Butch Morris und der „Game Pieces“ von John Zorn und ein klassisches Beispiel für Sun Ras Dirigate. Selbst in der äußerst unkonventionellen Diskografie von Sun Ra sei dieses Album ein aufschlussreicher Hörgenuss für alle, die sich für die entlegensten Ecken der experimentellen Musik interessieren. „Diejenigen, die sich nicht scheuen, diese Reise anzutreten, wird Strange Strings bestimmt an Orte bringen, an denen sie noch nie gewesen sind.“
Die Fans von Sun Ras Hard Space Bop und Blues-basiertem Swing hätten sicher mit Strange Strings einen Schock erlebt, meinte Reissue-Produzent Irwin Chusid in den Liner Notes. Dies sei ein Album, das keine Genre-Zuordnung erlaube, und es verlange dem Hörer eine experimentierfreudige Ästhetik ab. Selbst im vielseitigen und umfangreichen Katalog von Sun Ra stehe Strange Strings einzigartig da.
Obwohl die Flugbahn von Sun Ra durch das Universum manchmal glatt erscheinen kann, erlaubte er sich Tangenten, schrieb Jason Heller in Pitchfork Media. In Strange Strings ließ das Arkestra taumeln und bahnte sich ihren Weg durch ein Dickicht aus stacheliger Improvisation, das dann mit Klaftern von Hall überzogen wurde. Die herausforderndste Veröffentlichung in Sun Ras Œuvre ist auch eine seiner symbolträchtigsten – ein Überblick über die Menschheit aus klinischer Distanz, wobei alle Unterschiede zwischen Rassen und Kulturen zu einem verschwommenen Ganzen verwischt werden.
Ein Kritiker des Free Jazz der 1960er-Jahre könnte die Nase rümpfen, dass der Klang der Bläser so klingt, als würden Amateure ihre Instrumente zum ersten Mal spielen, meint Andy Beta in Vulture. Im Falle dieses befremdlichen Versuchs von Sun Ra habe er [bewusst] den Klang einer solchen Naivität eingefangen. Egal, ob man es ungeschult oder ein perfektes Beispiel für Free Jazz als Außenseiterkunst nennt, Strange Strings bleibe das avantgardistischste Album, das Sun Ra je veröffentlicht hat (was wirklich etwas aussage). Gesägte, gezupfte und geschrammelte Saiteninstrumentewürden eine ziemliche Kakophonie erzeugen, während Küchenspülen-Percussion und ein dick aufgetragener Hall über allem in die äußeren Bereiche des Klangs drängen.
Das Album Strange Strings wurde 1998 in die Liste 100 Records That Set the World on Fire (While No One Was Listening) der Zeitschrift The Wire aufgenommen.